# V365 Геркулеса
V365 Геркулеса (лат. V365 Herculis) — одиночная переменная звезда в созвездии Геркулеса на расстоянии приблизительно 15620 световых лет (около 4789 парсек) от Солнца. Видимая звёздная величина звезды — от +14m до +12,7m.
Открыта Куно Хофмейстером в 1936 году*.

## Характеристики
V365 Геркулеса — жёлто-белая пульсирующая переменная звезда типа RR Лиры (RRAB) спектрального класса F. Радиус — около 7,38 солнечного, светимость — около 90,937 солнечной. Эффективная температура — около 6563 K.